# Mandritsara (Sofia)
Mandritsara ist eine Stadt im Norden der afrikanischen Insel Madagaskar. Sie ist Hauptstadt des Distriktes Mandritsara, der Teil der Region Sofia in der (alten) Provinz Mahajanga (Majunga) ist.
Die Stadt liegt auf einer Höhe von 322 Metern. Sie hatte im Jahr 2001 17.000 Einwohner.
Mandritsara hat einen regionalen Flugplatz.